# Aqueduc Hetch Hetchy

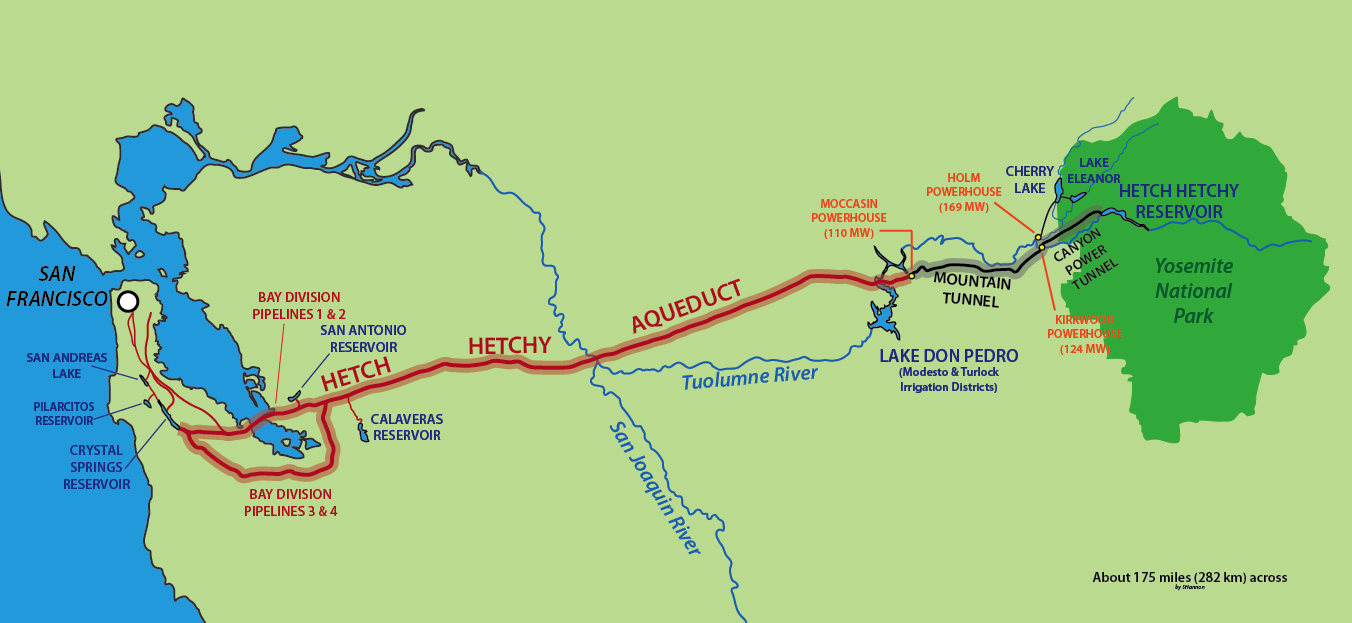
Plan de l'aqueduc

L'aqueduc Hetch Hetchy mesure 167 kilomètres de longueur, et achemine l'eau du réservoir Hetch Hetchy dans le parc national de Yosemite vers la ville de San Francisco et de nombreuses localités de sa région.
Le débit habituel est de l'ordre de 10,22 à 11,92 millions d'hectolitres par jour. L'aqueduc se divise en quatre pipelines distincts lorsqu'il atteint la ville de Fremont. Ils sont désignés Bay Division Pipelines (abrégé BDPL), et numérotés de 1 à 4, avec des diamètres nominaux respectifs de 152,4 cm (60 pouces), 167,64 cm (66 pouces), 172,72 cm (68 pouces) et 243,84 cm (96 pouces). Les quatre pipelines traversent la faille de Hayward. Les pipelines 1 et 2 traversent la baie de San Francisco au sud du Dumbarton Bridge. Les pipelines 3 et 4 rejoignent le sud de la Baie.
- Début : Tuolumne River 37° 51′ 09″ N, 119° 59′ 30″ O
- Fin : Crystal Springs Reservoir 37° 29′ 01″ N, 122° 18′ 59″ O

## Barrages et lac artificiels
- Réservoir Hetch Hetchy, en amont du barrage O'Shaughnessy
- Priest Reservoir
- Moccasin Reservoir
- San Antonio Reservoir, en amont du barrage James H. Turner Dam
- Réservoir de Calaveras, en amont du barrage Calaveras
- Crystal Springs Reservoir
- Pilarcitos Reservoir, en amont de Stone Dam
- San Andreas Reservoir